# Todesmarsch

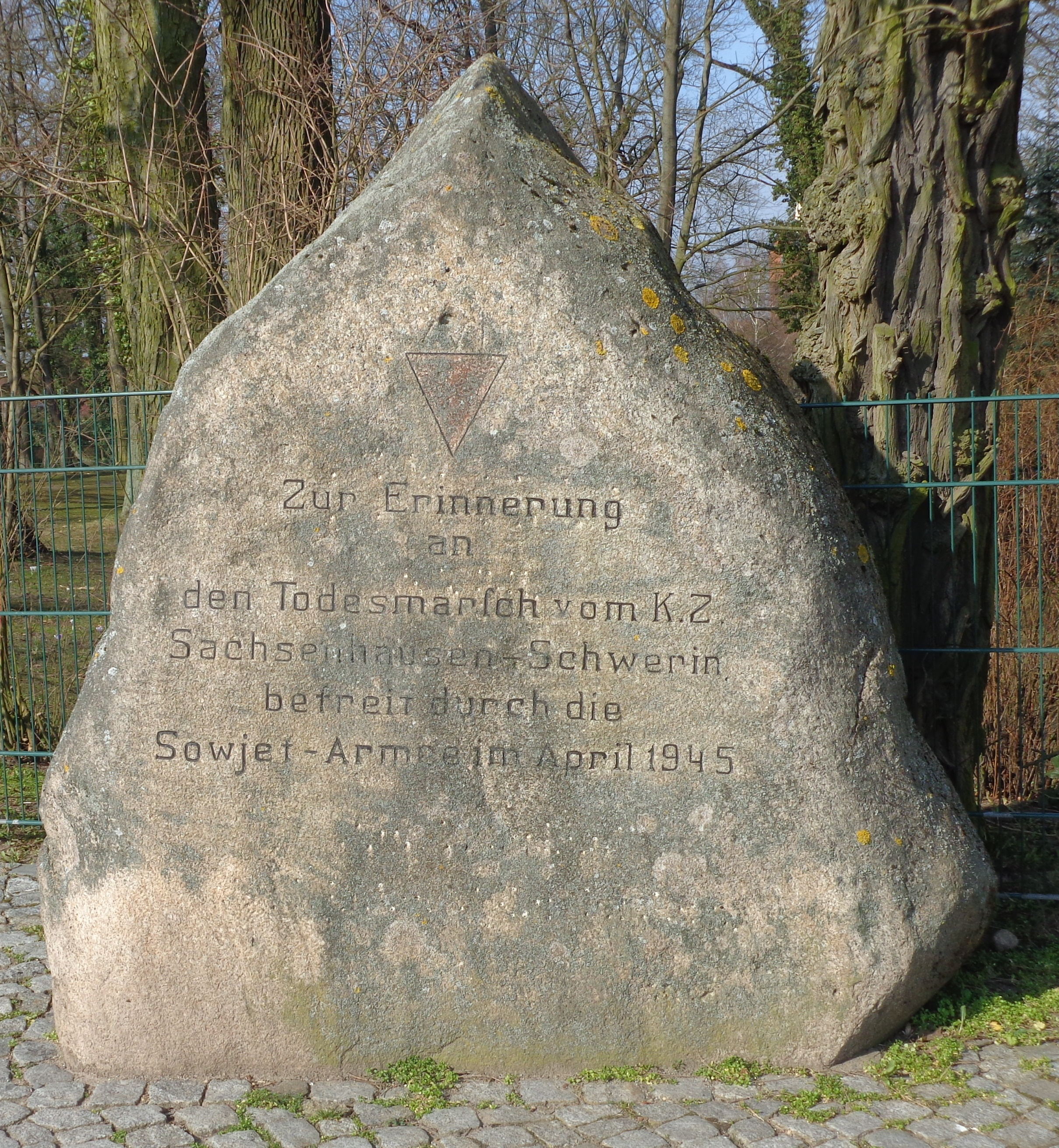
Gedenkstein in Meyenburg

Als Todesmarsch werden in der Konflikt- und Gewaltforschung erzwungene Märsche von Personengruppen bezeichnet, bei denen der Tod der Marschierenden billigend in Kauf genommen wird oder sogar das Ziel ist. Dabei kann eine hohe Todesrate durch Gleichgültigkeit der Aufseher gegenüber Überanstrengung und mangelnder Versorgung der Marschierenden mit Verpflegung, Kleidung und Unterkunft oder auch durch gezielte Gewalt gegen die Teilnehmer verursacht werden.

## Definition
„Todesmarsch […] bezeichnet den Prozess, durch den ein Regime, üblicherweise eine Regierung oder eine Besatzungsmacht, beginnt, Angehörige einer bestimmten Nationalität, Gruppe oder Subgruppe – auf Basis ihrer Ethnizität, Religion, Sprache oder Kultur – mit der Absicht ihrer Vernichtung zu versammeln. Der Begriff Todesmarsch bezeichnet die physische Aktion, durch die die versammelten Personen dann aufgestellt und in den sicheren, massenhaften Tod geschickt werden.“

“Death march […] signifies the process by which a regime, usually a government or an occupying power, begins to summon members of a particular nation, group, or subgroup – on the basis of their ethnicity, religion, language, or culture – with a view to their elimination. The term death march signifies the physical action by which the gathered persons are then lined up and marched to certain mass death.”

Nach der Definition des Soziologen Wolfgang Sofsky sind Todesmärsche „eine langsame Form der kollektiven Vernichtung“ und unterscheiden sich durch ihre zeitliche Ausdehnung von anderen Formen sozialer Verfolgung und Repression. Sie stellen eine Sonderform der Deportation dar, bei der das Ziel nicht primär die Ankunft der Deportierten am Bestimmungsort, sondern deren Ableben ist. In der Reinform ist der Todesmarsch nach Sofsky sogar völlig ziellos. Die direkt gegen die Marschierenden gerichteten Gewalthandlungen werden auf Gewaltexzesse, ausgelöst durch die absolute Macht der Aufseher über die Marschierenden, zurückgeführt. Todesmärsche werden in der Geschichts- und Konfliktforschung allgemein als Kriegsverbrechen und Mittel ethnischer Säuberungen oder des Völkermordes eingeordnet, wobei die Kriterien zur Einordnung eines speziellen Ereignisses als Todesmarsch umstritten sein können und der Begriff nicht stets eindeutig gebraucht wird.
In Wolfgang Benz’ Enzyklopädie des Nationalsozialismus werden Todesmärsche definiert als ein „Phänomen im Dritten Reich, v. a. gegen Ende des Krieges, als die Häftlinge etlicher KZ evakuiert, d. h. in großer Zahl gezwungen wurden, unter unerträglichen Bedingungen und brutalen Misshandlungen über weite Entfernungen zu marschieren, wobei ein großer Teil von ihnen von den Begleitmannschaften ermordet wurde“. Diese Definition greift insofern zu kurz, als die Todesmärsche aus den nationalsozialistischen Konzentrationslagern die wohl am besten dokumentierten Todesmärsche sind, das Phänomen als solches jedoch nicht auf Märsche aus den Konzentrationslagern beschränkt ist.
Es gibt auch darüber hinaus Ereignisse, die durchgängig in der neutralen historischen Literatur mit der Bezeichnung Todesmarsch charakterisiert werden, so zum Beispiel der Todesmarsch von Bataan oder der Brünner Todesmarsch. Für Vertreibungen durch deutsche Truppen in Jugoslawien ist diese Bezeichnung in den Protokollen der Nürnberger Prozesse ebenfalls belegt. Auch Deportationen im Verlauf des Völkermordes an den Armeniern werden häufig als Todesmärsche bezeichnet.

## Historisch belegte Todesmärsche

### Indigenenstämme (1838)
Die US-Regierung ließ im Herbst und Winter 1838/1839 unter Präsident Martin Van Buren diverse Indigenenstämme, unter anderem die Cherokee, in Reservate umsiedeln, wobei aufgrund mangelhafter Planung, Verpflegung und Ausstattung ungefähr 4.000 der etwa 10.000 Indigene starben; die Umsiedlungsaktion ist daher auch unter der Bezeichnung „Pfad der Tränen“ (Englisch: Trail of Tears) bekannt. Da ein großer Teil nicht bereit war, sich freiwillig dem Indian Removal Act zu unterwerfen, wurden sie vom Militär zusammengetrieben und in Trecks aus Tennessee, Kentucky, Missouri und Arkansas nach Westen in das Indianerterritorium in Oklahoma deportiert.

### Armenier (1915)
Beim Völkermord an den Armeniern im Osmanischen Reich wurden auch auf Todesmärschen 300.000 bis zu über 1,5 Millionen Menschen getötet. Nachdem im Juli 1915 die meisten Armenier zunächst in ihren Hauptsiedlungsgebieten konzentriert worden waren, wurden sie entweder gleich dort ermordet oder auf Befehl Talats auf Todesmärsche über unwegsames Gebirge Richtung Aleppo geschickt. Dabei ging es nicht um eine Umsiedlung der Armenier, sondern um die „gänzliche Ausrottung derselben in der Türkei“.

### Libyer (1929/30)
Während des Zweiten Italienisch-Libyschen Krieges verübte das faschistische Italien den Völkermord in der Cyrenaika, der 1929/30 mit der Deportation von 100.000 arabischen Stammesangehörigen in die ersten faschistischen Konzentrationslager der Geschichte begann. Einige dieser Menschen wurden auch mit Schiffen deportiert, die meisten jedoch zu Fuß auf manchmal über 20 Wochen dauernde Märsche über hunderte von Kilometern geschickt. Etwa 10.000–15.000 Menschen kamen dabei um. Die libyschen Überlebenden bezeichnen den Todesmarsch als al-Rihlan („Pfad der Tränen“).

### Insassen der Lager des NKWD (1941)
Bei Beginn des Russland-Feldzugs des nationalsozialistischen Deutschen Reiches auf diejenigen Gebiete Polens, der baltischen Staaten und der Ukraine, die der Sowjetunion  im Hitler-Stalin-Pakt zuvor zugesprochen und vor ihr besetzt worden waren, räumte der NKWD überstürzt seine eingerichteten Lager. Von Juli bis Dezember 1941 wurden mehr als 700.000 Häftlinge nach Osten verlegt. Wegen der mangelnden Verfügbarkeit von Eisenbahnen, die zur militärischen Verteidigung gebunden waren, mussten diese Hunderte von Kilometern zu Fuß zurücklegen. Stand nicht genügend Zeit zur Verfügung, um die Verlegungen vorzubereiten, wurden die Häftlinge auch kurzerhand erschossen.

### Amerikanische und philippinische Soldaten (1942)
Beim Todesmarsch von Bataan wurden 70.000 US-amerikanische und philippinische Kriegsgefangene durch japanische Truppen zu einem 6 Tage dauernden und über 100 km langen Marsch gezwungen. Dabei starben 16.000 Gefangene durch Krankheiten wie Malaria und Ruhr sowie Dehydratation, Hunger und Erschöpfung.

### Ungarische Juden (1944)
Nach der Machtübernahme der Pfeilkreuzler mit deutscher Unterstützung im Oktober 1944 unter einer Regierung von Ferenc Szálasi gingen die Deportationen ungarischer Juden in Vernichtungslager und KZs weiter.
Mangels Transportmitteln – die Deutschen waren an vielen Fronten auf dem Rückzug; im Westen standen die Alliierten bei Aachen an der Reichsgrenze – trieben ungarische Gendarmen ungarische Juden in Fußtrecks Richtung österreichische Grenze. Zehntausende Menschen starben dabei. Eine Sondereinsatzgruppe des RSHA von Adolf Eichmann bewachte die Todesmärsche.

### KZ-Häftlinge (1944/45)

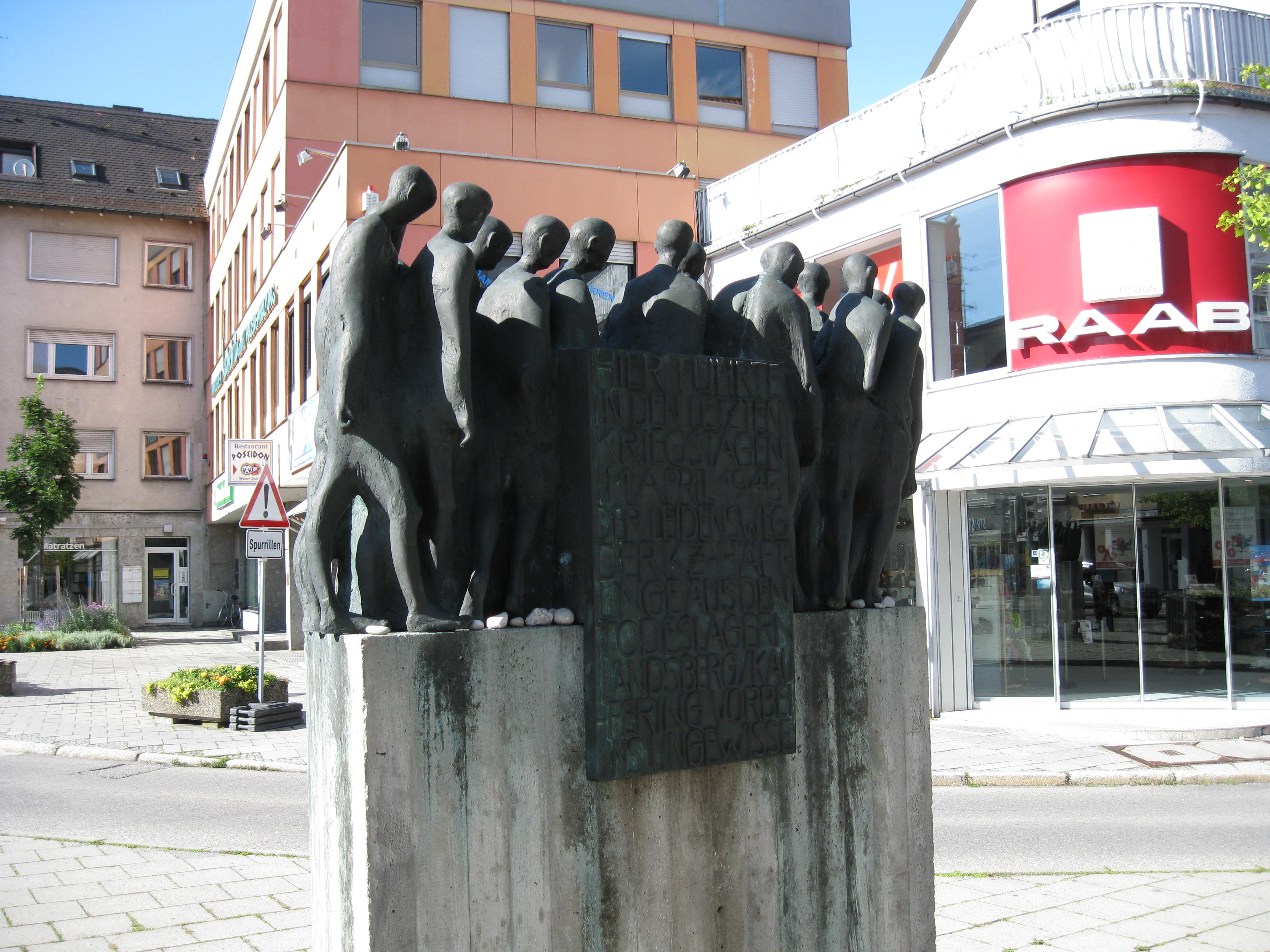
Denkmal für Todesmärsche im April 1945 aus dem KZ Dachau, aufgestellt in Fürstenfeldbruck und 21 anderen Stationen der Märsche, Plastik von Hubertus von Pilgrim

Mit den später so genannten Todesmärschen von KZ-Häftlingen verfolgten die SS-Wachmannschaften in der Endphase des Zweiten Weltkriegs zwei Ziele: Sie entzogen die Beweise ihrer Verbrechen in den Konzentrations- und Vernichtungslagern den heranrückenden alliierten Truppen durch die Beseitigung der Opfer und versuchten zumindest zum Teil die Arbeitskraft der Häftlinge für andere Lager zu erhalten. Durch diese Endphaseverbrechen kamen von den 1944 registrierten 714.000 KZ-Häftlingen wahrscheinlich mindestens ein Drittel ums Leben. Häufig wurden nicht marschfähige Häftlinge in großer Zahl erschossen. Lagerteile der KZ wurden von der SS vor dem Abmarsch in Brand gesetzt. Manche Todesmärsche endeten mit einer Katastrophe wie der Versenkung der Cap Arcona oder in einem Massaker wie bei der Isenschnibber Feldscheune in Gardelegen oder in Palmnicken.
Bei dem Schuhläufer-Kommando im KZ Sachsenhausen handelte es sich um eine Strafkompanie, die Läufe zum Zwecke von Materialprüfungen abhielt, bei denen Todesfälle täglich die Regel waren.

### Deutsche aus den Ostgebieten (1945)
Nach dem Kriegsende 1945 begann die Vertreibung von über 15 Millionen Deutschen aus dem Osten (Ostpreußen, Schlesien, Pommern, Neumark) und Südosten (Sudetenland, Donauschwaben, Bessarabien). In zahlreichen Todesmärschen wurden die Deutschen aus ihren Heimatorten und -städten verjagt. Der bekannteste ist der Brünner Todesmarsch mit 27.000 Beteiligten und 5.200 Toten, ferner etwa der Todesmarsch der Komotauer (Sudetenland) nach Sachsen.

### Kroatische und slowenische Wehrmachtsverbündete (1945)
Zu den Massakern von Bleiburg kam es im Anschluss an ihre bedingungslose Kapitulation in Bleiburg (Kärnten), als kroatische, slowenische und weitere Truppen, die auf der Seite der Wehrmacht gekämpft hatten, nach Ende des Zweiten Weltkriegs von britischen Armeestellen an die Tito-Partisanen ausgeliefert wurden. In der Folgezeit kam es auf dem Transport dieser entwaffneten Truppen in Lager in Slowenien und Nordkroatien zu den Massakern von Bleiburg. Aus diesen Lagern wurden sie, ebenso wie deutsche Kriegsgefangene, in Märschen in Lager in der Vojvodina getrieben, teils über hunderte von Kilometern. Bei diesen Todesmärschen kam es zu einer großen Zahl von Opfern, darunter waren Tausende von deutschen Kriegsgefangenen. Viele der Marschierenden sollen an Entkräftung, Krankheiten oder Folgen von Misshandlungen gestorben oder aus Willkür oder, weil sie das Marschtempo nicht mehr mithalten konnten, erschossen worden sein.

### Palästinakrieg (1948)
Während des arabisch-israelischen Krieges im Jahre 1948 wurden rund 70.000 Palästinenser aus den Städten Al-Ramla und Lod gewaltsam durch die israelischen Streitkräfte vertrieben. Schätzungsweise 350 Menschen starben während dieses als „Todesmarsch von Lydda“ bekannt gewordenen Verbrechens.

## Dokumentarfilme
- Vernichtung im Laufschritt: Todesmärsche 1944/45. Dokumentarfilm von Virginie Linhart, Arte, Frankreich 2019 (90 Min.).[15]
- Als das Grauen vor die Haustür kam: über den Todesmarsch. Dokumentarfilm über den Todesmarsch von KZ-Häftlingen am Ende des 2. Weltkrieges vom KZ Dachau in Richtung Alpen von Max Kronawitter, Deutschland 2021 (45 Min.).